# Бо (інструмент)

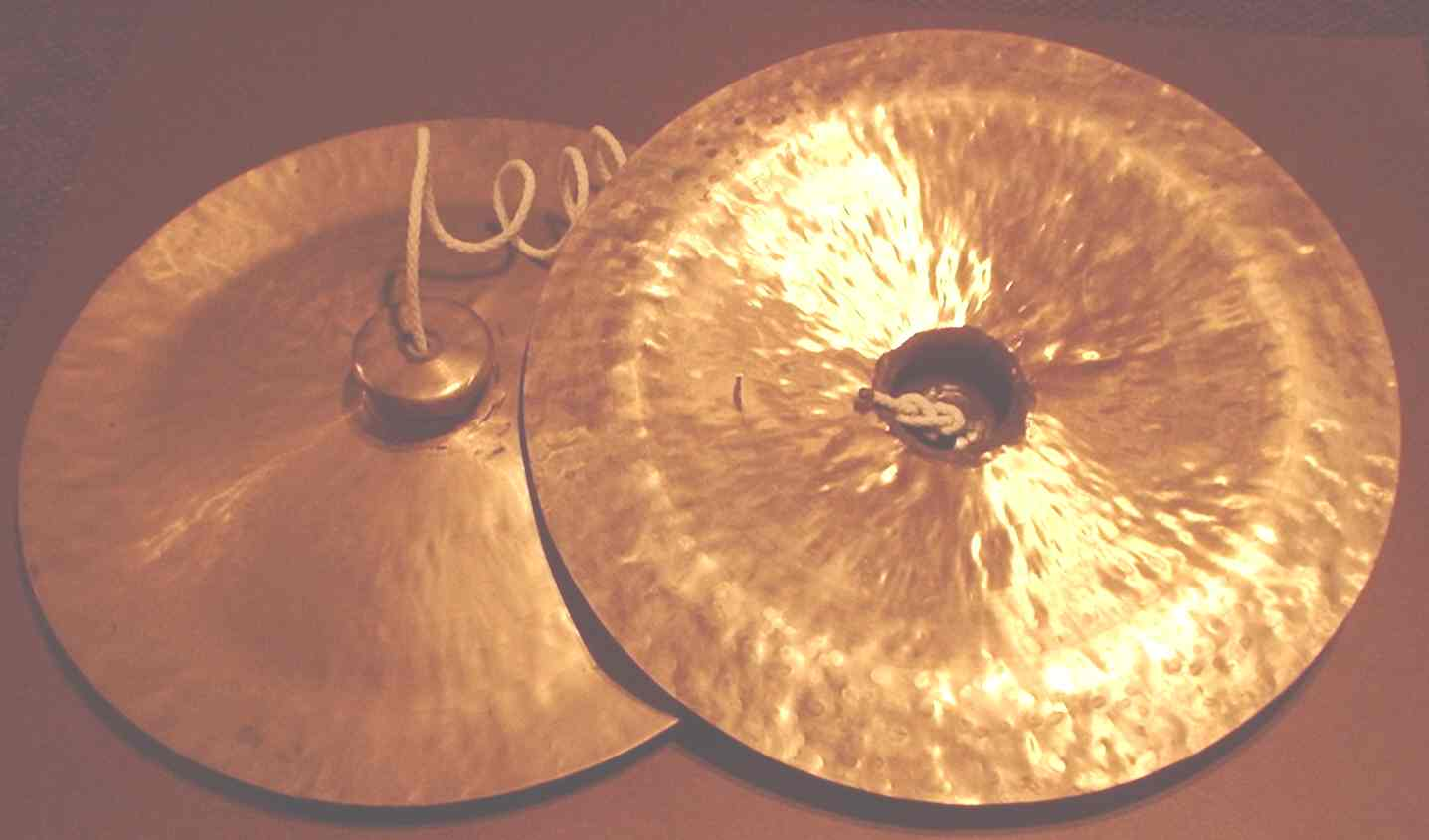
Китайські тарілки Бо

Бо (спрощ. кит.: 钹; традиційний кит.: 鈸; піньїнь: бо; Вейд–Джайлз: по) — етнічний ударний інструмент Китаю типу цимбала. Являє собою дві мідні тарілки, які вдаряють одну об одну для отримання звука. Цей інструмент відноситься до ідіофонів.
У Музеї мистецтва Метрополітен є один екземпляр, який датується XIX століттям. За діаметром тарілки можуть бути від 15 до 69 сантиметрів.
Китайські бо також з'являлись у західній музиці, але зазвичай звук отримувався за допомогою ударних паличок.